# Symphonie no 22 de Joseph Haydn
« Le Philosophe »
Pour les articles homonymes, voir Symphonie no 22.
La Symphonie no 22 en mi bémol majeur surnommée le Philosophe Hob. I:22 est une symphonie du compositeur autrichien Joseph Haydn, composée en 1764.

## Analyse de l'œuvre
La symphonie comporte quatre mouvements :
1. Adagio, en mi bémol majeur, à , 69 mesures
2. Presto, en mi bémol majeur, à , 98 mesures
3. Menuet et Trio, en mi bémol majeur, à 
, 52 mesures
4. Presto, en mi bémol majeur, à 
, 119 mesures

Durée : 18 minutes

## Instrumentation
- Deux cors anglais, deux cors, cordes, continuo.